# Редвуд-Веллі (Каліфорнія)
Редвуд-Веллі (англ. Redwood Valley) — переписна місцевість (CDP) в США, в окрузі Мендосіно штату Каліфорнія. Населення — 1843 особи (2020).

## Географія
Редвуд-Веллі розташований за координатами 39°16′7″ пн. ш. 123°12′10″ зх. д. / 39.26861° пн. ш. 123.20278° зх. д. (39.268548, -123.202758).  За даними Бюро перепису населення США в 2010 році переписна місцевість мала площу 7,12 км², з яких 7,09 км² — суходіл та 0,03 км² — водойми.

## Демографія
Згідно з переписом 2010 року, у переписній місцевості мешкало 1729 осіб у 640 домогосподарствах у складі 464 родин. Густота населення становила 243 особи/км².  Було 676 помешкань (95/км²).
Расовий склад населення:
| - 82,8 % — білих - 3,6 % — корінних американців - 0,6 % — азіатів - 0,4 % — чорних або афроамериканців - 0,1 % — вихідців з тихоокеанських островів - 9,0 % — осіб інших рас |

До двох чи більше рас належало 3,5 %. Частка іспаномовних становила 17,6 % від усіх жителів.
За віковим діапазоном населення розподілялося таким чином: 23,8 % — особи молодші 18 років, 63,4 % — особи у віці 18—64 років, 12,8 % — особи у віці 65 років та старші. Медіана віку мешканця становила 41,2 року. На 100 осіб жіночої статі у переписній місцевості припадало 96,3 чоловіків;  на 100 жінок у віці від 18 років та старших — 93,3 чоловіків також старших 18 років.
Середній дохід на одне домашнє господарство  становив 80 613 долари США (медіана — 79 321), а середній дохід на одну сім'ю — 78 615 доларів (медіана — 78 710). Медіана доходів становила 63 048 доларів для чоловіків та 30 673 долари для жінок. За межею бідності перебувало 5,4 % осіб, у тому числі 0,0 % дітей у віці до 18 років та 0,0 % осіб у віці 65 років та старших.
Цивільне працевлаштоване населення становило 1297 осіб. Основні галузі зайнятості: роздрібна торгівля — 22,8 %, освіта, охорона здоров'я та соціальна допомога — 19,9 %, мистецтво, розваги та відпочинок — 16,0 %.